# La Morera (ort i Spanien)
La Morera är en ort i Spanien.   Den ligger i provinsen Provincia de Badajoz och regionen Extremadura, i den sydvästra delen av landet, 300 km sydväst om huvudstaden Madrid. La Morera ligger 426 meter över havet och antalet invånare är 773.
Terrängen runt La Morera är huvudsakligen kuperad, men åt nordväst är den platt. Terrängen runt La Morera sluttar norrut. Runt La Morera är det glesbefolkat, med 17 invånare per kvadratkilometer. Närmaste större samhälle är Santa Marta, 7,9 km norr om La Morera. 